# 関谷俊博
関谷 俊博（せきや としひろ、1965年 - ）は、児童文学作家。

## 略歴
埼玉県朝霞市生まれ。明治学院大学法学部卒業。大学卒業後、童話創作を始める。「せこいあ」同人。

## 受賞歴など
- 『進水式』
  - 2015年 第2回クリエイティブメディア出版 絵本・児童書コンテストほほえみ賞（児童書部門）受賞[3]
- 『ちびりゅうのかいかた』（せきやとしひろ名義）
  - 2016年 第9回 絵本・児童書大賞 候補作[4]
- 「雪の夜、耳をすまして」
  - 2016年 第9回 絵本・児童書大賞 読者賞[4]

## 作品リスト
アンソロジーの場合は「」内が関谷俊博の作品
- 『ぼうしにのる魔女』（国土社 1991年9月）ISBN 4-337-08902-0 「チョコレート虫の飼い方」
- 『台風ヤンマ』（新風舎 1995年4月）ISBN 4-88306-390-9
- 『ちびりゅうのかいかた』（アルファポリス 2018年6月）ISBN 978-4-434-24492-6 《絵：ふせりゅうた》

### 自費出版
- 歌姫（2016年3月）全国書誌番号:22721582
- 進水式（2016年3月）全国書誌番号:22722281